# Полиамория
Полиамория (на гръцки: πολύ – много и на латински: amor – любов) е практика, желание, или приемане на участие в любовна връзка с повече от един човек по едно и също време, със съгласието и знанието на всички хора, от които се състои връзката.
Според данните на месец юли 2009 г. броят на полиаморични съединения в САЩ се оценява на повече от 500 000.